# Amaravati (Dorf, Andhra Pradesh)
Die etwa 14.000 Einwohner zählende Kleinstadt Amaravati (Telugu: అమరావతి) im indischen Bundesstaat Andhra Pradesh ist vor allem bekannt wegen ihres (nur noch als Ruine erhaltenen) buddhistischen Stupa aus dem 2. Jahrhundert v. Chr.
Die Siedlung ist nicht identisch mit der Stadt Amaravati, die seit 2015 die designierte Hauptstadt von Andhra Pradesh bildet.

## Lage
Amaravati liegt in einer Höhe von etwa 35 m. ü. d. M. auf dem Südufer des Flusses Krishna etwa 270 km südöstlich der Millionenstadt Hyderabad und ca. 450 km nördlich der Millionenstadt Chennai. Nächstgelegene Großstadt ist das ca. 40 km östlich gelegene Vijayawada.

## Bevölkerung
Der weitaus größte Teil der Telugu und Hindi sprechenden Bevölkerung sind Anhänger des Hinduismus; nur etwa 2 % gehören anderen Glaubensgemeinschaften an. Anders als bei Volkszählungen im Norden Indiens üblich, ist der männliche Bevölkerungsanteil etwa 10 % niedriger als der weibliche.

## Wirtschaft
Die Landwirtschaft spielt traditionell die größte Rolle im Wirtschaftsleben der Bevölkerung. Daneben fungiert die Kleinstadt als handwerkliches, merkantiles und kulturelles Zentrum für die Dörfer im Umland. Der Tourismus ist nur von geringer Bedeutung.

## Geschichte
Amaravati gehörte im 3. Jahrhundert v. Chr. zeitweise zum riesigen Ashoka-Reich; doch bereits gegen Ende von dessen Regierungs- und Lebenszeit war der Ort Teil des Shatavahana-Reiches. Etwa ab dem 2. Jahrhundert n. Chr. regierte hier die Ikshvaku-Dynastie von Andhra und vom 6. bis zum 9. Jahrhundert die für weite Teile Südindiens bedeutsame Pallava-Dynastie. Auch die östlichen Chalukya- und die tamilischen Chola-Könige streckten im Hochmittelalter ihre Fühler bis hierhin aus. Im ausgehenden Mittelalter wurde Amaravati Bestandteil des Telugu-Reiches. Man nimmt an, dass von Amaravati und später dann auch von Sri Lanka aus der Buddhismus weiter nach Südostasien (Thailand, Java, Annam etc.) vordrang.

## Sehenswürdigkeiten

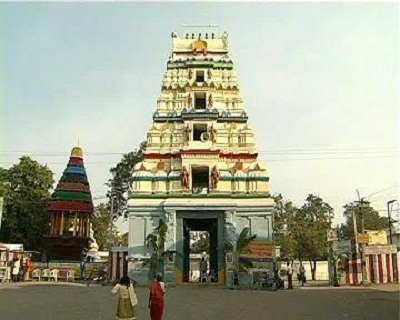
Torhalle (gopuram) des Amareswara-Shiva-Tempels

- Der Große Stupa von Amaravati gehörte mit seinem Durchmesser von beinahe 50 m (168 Fuß) und einer geschätzten Höhe von annähernd 30 m (90 bis 100 Fuß) – weit vor denen in Sanchi, Bharhut und Sarnath – zu den größten Monumenten seiner Art im gesamten indischen Kulturraum. Gegen Ende der buddhistischen Dominanz und dem (Wieder-)Erstarken des Hinduismus verlor der in seinem Kern aus Ziegelsteinen gemauerte Bau jedoch seine Bedeutung und wurde sukzessive von Menschenhand oder auch durch Naturkräfte abgetragen und zerstört. Erst zu Beginn des 19. Jahrhunderts wurde er von den Briten wiederentdeckt und ausgegraben – die wichtigsten Funde landeten in Museen von Madras, Kalkutta, Boston, London und Paris; nur die weniger bedeutsamen Stücke verblieben an Ort und Stelle.
- Das Archaeological Museum von Amaravati zeigt einen verkleinerten Nachbau des Stupa sowie zahlreiche Fundstücke (Statuen, Reliefs etc.).
- Der Amareswara-Tempel, der zu den fünf heiligen Shiva-Tempeln (Pancharama Kshetras) in Andhra Pradesh gehört, ist eine bedeutsame Pilgerstätte. In seiner heutigen Form stammt er aus der Zeit um 1800. Besonders sehenswert ist seine figurengeschmückte und farbig gefasste Eingangstorhalle (gopuram).
- In einem Parkgelände am Ufer des Krishna-Flusses befindet sich die mit einer Höhe von 125 Fuß (ca. 38 m) größte Dhyana-Buddha-Statue der Welt; sie wurde im Jahr 2003 begonnen und 2011 fertiggestellt. Der im Meditationsgestus (dhyana mudra) dargestellte Buddha sitzt mit geschlossenen Augen auf einer Lotosblüte über einem kreisrunden Unterbau.